# كسوف الشمس 2 أكتوبر 2024
سيحدث كسوف حلقي للشمس يوم الأربعاء 2 أكتوبر 2024. يحدث كسوف الشمس عندما يمر القمر بين الأرض والشمس، وبالتالي يحجب صورة الشمس كليًا أو جزئيًا عن مشاهد على الأرض. يحدث الكسوف الحلقي للشمس عندما يكون القطر الظاهري للقمر أصغر من قطر الشمس، مما يحجب معظم ضوء الشمس ويتسبب في ظهور الشمس على شكل حلقة (حلقة). يظهر الخسوف الحلقي على شكل كسوف جزئي فوق منطقة من الأرض يبلغ عرضها آلاف الكيلومترات.
بخلاف جزيرة إيستر وجزء صغير بالقرب من الأطراف الجنوبية للأرجنتين وتشيلي، سيكون مسار أنتومبرا للكسوف بالكامل فوق المحيط الهادئ. ستكون شبه الظل مرئية من جنوب أمريكا الجنوبية وهاواي وأجزاء من القارة القطبية الجنوبية. حجم الكسوف 0.93261، يحدث قبل 56 دقيقة فقط من الأوج.

## الصور
مسار متحرك

## الخسوفات ذات الصلة

### كسوف 2024
- خسوف شبه للقمر يوم 25 مارس.
- كسوف كلي للشمس في 8 أبريل.
- خسوف جزئي للقمر في 18 سبتمبر.
- كسوف حلقي للشمس في 2 أكتوبر.

### كسوف الشمس في 2022-2025
هذا الكسوف هو جزء من سلسلة كسوف الشمس في 2022-2025. يتكرر الكسوف في كل 177 يومًا تقريبًا و 4 ساعات في العقد المتناوبة من مدار القمر.
| مجموعات سلسلة كسوف الشمس من 2022 إلى 2025 | مجموعات سلسلة كسوف الشمس من 2022 إلى 2025 | مجموعات سلسلة كسوف الشمس من 2022 إلى 2025 | مجموعات سلسلة كسوف الشمس من 2022 إلى 2025 | مجموعات سلسلة كسوف الشمس من 2022 إلى 2025 | مجموعات سلسلة كسوف الشمس من 2022 إلى 2025 | مجموعات سلسلة كسوف الشمس من 2022 إلى 2025 |
| ----------------------------------------- | ----------------------------------------- | ----------------------------------------- | ----------------------------------------- | ----------------------------------------- | ----------------------------------------- | ----------------------------------------- |
| عقدة تصاعدية                              | عقدة تصاعدية                              | عقدة تصاعدية                              |                                           | عقدة تنازلية                              | عقدة تنازلية                              | عقدة تنازلية                              |
| ساروس                                     | خريطة                                     | جاما                                      | ساروس                                     | خريطة                                     | جاما                                      |                                           |
| 119                                       | كسوف الشمس 30 أبريل 2022 Partial          | -1.19008                                  | 124                                       | كسوف الشمس 25 أكتوبر 2022 Partial         | 1.07014                                   |                                           |
| 129                                       | كسوف الشمس 20 أبريل 2023 Hybrid           | -0.39515                                  | 134                                       | كسوف الشمس 14 أكتوبر 2023 Annular         | 0.37534                                   |                                           |
| 139                                       | كسوف الشمس 8 أبريل 2024 Total             | 0.34314                                   | 144                                       | كسوف الشمس 2 أكتوبر 2024 Annular          | -0.35087                                  |                                           |
| 149                                       | كسوف الشمس 29 مارس 2025 Partial           | 1.04053                                   | 154                                       | 2025 September 21 [الإنجليزية] Partial    | -1.06509                                  |                                           |

### ساروس 144
وهي جزء من دورة Saros 144، تتكرر كل 18 سنة، 11 يومًا، وتحتوي على 70 حدثًا.:
- بدأت السلسلة بكسوف جزئي للشمس في 11 أبريل 1736.
- يحتوي على كسوف حلقي من 7 يوليو 1880 حتى 27 أغسطس 2565.
- لا توجد كسوفات كاملة في هذه السلسلة.
- تنتهي السلسلة في الحدث 70 ككسوف جزئي في 5 مايو 2980.

ستكون أطول مدة حلقية 9 دقائق و 52 ثانية في 29 ديسمبر 2168.
| تحدث أعضاء السلسلة 11-21 بين عامي 1901 و 2100: | تحدث أعضاء السلسلة 11-21 بين عامي 1901 و 2100: | تحدث أعضاء السلسلة 11-21 بين عامي 1901 و 2100: |
| 11                                             | 12                                             | 13                                             |
| ---------------------------------------------- | ---------------------------------------------- | ---------------------------------------------- |
| </img> <br /> 30 يوليو 1916                    | </img> <br /> 10 أغسطس 1934                    | </img> <br /> 20 أغسطس 1952                    |
| 14                                             | 15                                             | 16                                             |
| </img> <br /> 31 أغسطس 1970                    | </img> <br /> 11 سبتمبر 1988                   | </img> <br /> 22 سبتمبر 2006                   |
| 17                                             | 18                                             | 19                                             |
| </img> <br /> 2 أكتوبر 2024                    | </img> <br /> 14 أكتوبر 2042                   | </img> <br /> 24 أكتوبر 2060                   |
| 20                                             | 21                                             |                                                |
| </img> <br /> 4 نوفمبر 2078                    | </img> <br /> 15 نوفمبر 2096                   |                                                |

### سلسلة تريتوس
هذا الكسوف هو جزء من دورة تريتوس، يتكرر عند العقد المتناوبة كل 135 شهرًا متزامنًا (≈ 3986.63 يومًا، أو 11 عامًا ناقص شهر واحد).
مظهرها وخط طولها غير منتظمين بسبب نقص التزامن مع الشهر غير الطبيعي (فترة الحضيض)، لكن التجمعات المكونة من 3 دورات تريتوس (33 عامًا ناقص 3 أشهر) تقترب (≈ 434.044 شهرًا غير طبيعي)، لذا فإن الكسوف متشابه في هذه التجمعات.
| أعضاء السلسلة بين عامي 1901 و 2100             | أعضاء السلسلة بين عامي 1901 و 2100             | أعضاء السلسلة بين عامي 1901 و 2100             | أعضاء السلسلة بين عامي 1901 و 2100 |
| ---------------------------------------------- | ---------------------------------------------- | ---------------------------------------------- | ---------------------------------- |
| </img> <br />9 سبتمبر 1904 <br /> (ساروس 133)  | </img> <br /> 10 أغسطس 1915 <br /> (ساروس 134) | </img> <br /> 9 يوليو 1926 <br /> (ساروس 135)  |                                    |
| </img> <br /> 8 يونيو 1937 <br /> (ساروس 136)  | </img> <br /> 9 مايو 1948 <br /> (ساروس 137)   | </img> <br /> 8 أبريل 1959 <br /> (ساروس 138)  |                                    |
| </img> <br /> 7 مارس 1970 <br /> (ساروس 139)   | </img> <br /> 4 فبراير 1981 <br /> (ساروس 140) | </img> <br /> 4 يناير 1992 <br /> (ساروس 141)  |                                    |
| </img> <br /> 4 ديسمبر 2002 <br /> (ساروس 142) | </img> <br /> 3 نوفمبر 2013 <br /> (ساروس 143) | </img> <br /> 2 أكتوبر 2024 <br /> (ساروس 144) |                                    |
| </img> <br /> 2 سبتمبر 2035 <br /> (ساروس 145) | </img> <br /> 2 أغسطس 2046 <br /> (ساروس 146)  | </img> <br /> 1 يوليو 2057 <br /> (ساروس 147)  |                                    |
| </img> <br /> 31 مايو 2068 <br /> (ساروس 148)  | </img> <br /> 1 مايو 2079 <br /> (ساروس 149)   | </img> <br /> 31 مارس 2090 <br /> (ساروس 150)  |                                    |

### دورة ميتونيك
تتكرر السلسلة ميتونيك كل 19 عامًا (6939.69 يومًا)، وتستمر حوالي 5 دورات.يحدث الكسوف في نفس تاريخ التقويم تقريبًا. بالإضافة إلى ذلك، تكرر سلسلة أكتن الفرعية 1/5 من ذلك أو كل 3.8 سنوات (1387.94 يومًا). تحدث جميع الكسوفات في هذا الجدول عند العقدة الهابطة للقمر.
| 21 حدثًا بين 22 يوليو 1971 و 22 يوليو 2047 | 21 حدثًا بين 22 يوليو 1971 و 22 يوليو 2047 | 21 حدثًا بين 22 يوليو 1971 و 22 يوليو 2047 | 21 حدثًا بين 22 يوليو 1971 و 22 يوليو 2047 | 21 حدثًا بين 22 يوليو 1971 و 22 يوليو 2047 |
| من 21 إلى 22 يوليو                        | 9-11 مايو                                 | 26-27 فبراير                              | 14-15 ديسمبر                              | 2 - 3 أكتوبر                              |
| 106                                       | 108                                       | 110                                       | 112                                       | 114                                       |
| ----------------------------------------- | ----------------------------------------- | ----------------------------------------- | ----------------------------------------- | ----------------------------------------- |
| July 21, 1952                             | May 10, 1956                              | February 26, 1960                         | December 16, 1963                         | October 3, 1967                           |
| 116                                       | 118                                       | 120                                       | 122                                       | 124                                       |
| July 22, 1971 [الإنجليزية]                | May 11, 1975 [الإنجليزية]                 | February 26, 1979 [الإنجليزية]            | December 15, 1982 [الإنجليزية]            | October 3, 1986 [الإنجليزية]              |
| 126                                       | 128                                       | 130                                       | 132                                       | 134                                       |
| July 22, 1990 [الإنجليزية]                | May 10, 1994 [الإنجليزية]                 | February 26, 1998 [الإنجليزية]            | كسوف الشمس 14 ديسمبر 2001                 | كسوف الشمس 3 أكتوبر 2005                  |
| 136                                       | 138                                       | 140                                       | 142                                       | 144                                       |
| كسوف الشمس في 22 يوليو 2009               | كسوف الشمس 10 مايو 2013                   | كسوف الشمس 26 فبراير 2017                 | December 14, 2020 [الإنجليزية]            | كسوف الشمس 2 أكتوبر 2024                  |
| 146                                       | 148                                       | 150                                       | 152                                       | 154                                       |
| July 22, 2028 [الإنجليزية]                | May 9, 2032 [الإنجليزية]                  | February 27, 2036 [الإنجليزية]            | December 15, 2039 [الإنجليزية]            | October 3, 2043 [الإنجليزية]              |
| 156                                       |                                           |                                           |                                           |                                           |
| July 22, 2047 [الإنجليزية]                |                                           |                                           |                                           |                                           |

## روابط خارجية
- www.solar-eclipse.de - متوسط التغطية السحابية والمدن على طول مسار الكسوف